# Oud-West
Oud-West (en néerlandais « Vieil Ouest ») est l'un des quinze anciens arrondissements de la ville d'Amsterdam, aux Pays-Bas. Depuis 2010, il a été fusionné dans l’arrondissent d'Amsterdam-West avec les quartiers de Westerpark, De Baarsjes et Bos en Lommer. Le quartier est délimité par le Singelgracht — qui fait depuis 2010 office de frontière avec l'arrondissement Centrum —, le Vondelpark, frontière avec le nouvel arrondissement Zuid, le Kostverlorenvaart, qui délimite l'ancien arrondissement De Baarsjes et l'Hugo de Grootgracht, qui le sépare de Westerpark.
Le quartier a connu une forte croissance lors de l'élargissement de la ville le long de Overtoom et Kinkerstraat au XIXe siècle. Sur la base des chiffres 2007, il comptait 31 529 habitants sur une superficie de 1,70 km². En dépit de sa très grande mixité culturelle, avec plus de 170 nationalités représentées, le quartier n'est pas considéré comme sensible. Dans un sens plus large, le terme de Oud-West est parfois employé pour désigner l'ensemble des quartiers construits avant la Seconde Guerre mondiale, en incluant donc De Baarsjes, Westerpark et certaines parties de Bos en Lommer.